# Okrężnica (wieś)
Okrężnica – wieś w Polsce położona w województwie mazowieckim, w powiecie zwoleńskim, w gminie Przyłęk. Ma status sołectwa.
| SIMC    | Nazwa     | Rodzaj    |
| ------- | --------- | --------- |
| 1059350 | Pod Lasem | część wsi |

Prywatna wieś szlachecka, położona była w drugiej połowie XVI wieku w powiecie radomskim województwa sandomierskiego. W latach 1975–1998 miejscowość administracyjnie należała do województwa radomskiego.
Wierni Kościoła rzymskokatolickiego należą do parafii Matki Bożej Częstochowskiej w Przyłęku.